# Dice Foundation
Dice Foundation – pakistańska fundacja non-profit specjalizująca się w usługach inżynieryjnych oraz planach produkcji elektrycznych samochodów z siedzibą w Detroit, działająca od 2007 roku.

## Historia
Organizacja non-profit Dice Foundation została założona przez grupę pakistańskich inżynierów z Karaczi w 2007 roku, jako siedzibę spółki obierając Detroit w amerykańskim Michigan. Przedsięwzięcie wyspecjalizowało się w świadczeniu usług inżynieryjnych dla różnych zewnętrznych partnerów w Pakistanie, uwzględniając przemysł, instytucje rządowe i akademickie, a także organizacje pozarządowe. W sierpniu 2022 podczas 75. rocznicy pakistańskiej niepodległości Dice Foundation przedstawiło podczas wydarzenia w Karaczi swój nowy projekt będący zarazem wyrażeniem chęci wkroczenia w branżę motoryzacyjną, prezentując prototyp niewielkiego, taniego samochodu elektrycznego NUR-E 75. Studium hatchbacka promowane było jako pierwszy w historii Pakistanu rodzimej produkcji samochód napędzany prądem, z planami wdrożenia go do sprzedaży w ostatnim, czwartym kwartale 2024 roku.

## Modele samochodów

### Studyjne
- NUR-E 75 (2022)